# Can Polica
Can Polica és una casa de la Cellera de Ter (Selva) inclosa a l'Inventari del Patrimoni Arquitectònic de Catalunya.

## Descripció
Edifici de planta rectangular de tres plantes i subterrani amb coberta de doble vessant en diagonal. Fa cantonada amb el carrer de Figaric, on hi ha una altra façana.
Pel que fa a la façana del carrer d'Amer, la planta baixa consta d'una font pública senzilla i en prou mal estat, de finestres dels baixos (amb reixes de ferro forjat, ampit de rajola i culminació amb decoració cruciforme) i una entrada d'accés als pisos superiors emmarcada de grans blocs de còdols rierencs.
El primer pis té dues finestres de blocs de còdol poc desbastats i ampits de nova factura i una finestra cantonera de pedra de Girona. Aquesta finestra d'estil renaixentista amb guadapols té un pilar o muntant central monolític i una inscripció a la llinda.
El segon pis conté un balcó obert durant el segle xix amb base monolítica i motllurada de pedra de Girona i ferro forjat de nova factura. Pel que fa a la finestra, els muntants són de pedra calcària i la llinda de pedra sorrenca amb una inscripció. A més del balcó, en aquesta planta hi ha una finestra com les del primer pis i, sobre la finestra cantonera, una rèplica de pedra moderna d'aparença similar.
El tercer pis té dues finestres emmarcades de maons amb arc de mig punt i balcons no emergents de fusta. El que sí que emergeix són els maons de les impostes dels arcs. El ràfec està format per tres fileres de teula i rajoles.
Quant a la façana del carrer de Figaric, la planta baixa consta de dos portes. Una és un portal d'entrada al garatge (el que serien les antigues quadres) i l'altra és l'accés als baixos, una porta adovellada de còdols poc desbastats.
El primer pis consta de l'altra part de la finestra cantonera del segle xvii i de dues finestres emmarcades de pedra sorrenca amb motllures i ampits de pedra nova. Una d'elles és de nova factura i l'altra, més antiga, està treballada amb un trepanat especialment rústic a la zona dels muntants.
El segon pis té una part de la finestra cantonera nova i dues finestres similars a les del primer pis, encara que de pedra sorrenca a les llindes i còdols rierencs als muntants.
El tercer pis l'omple un badiu format per dues finestres d'arc de mig punt de maons, similars a les corresponents de la façana del carrer d'Amer.

## Història
El carrer d'Amer era al sortida del poble en direcció a Amer. Les cases d'aquest carrer són de les més antigues i algunes edificacions encara conserven elements de les construccions originals. En aquest carrer hi havia un pou públic (el pou d'en Biel) que proveïa d'aigua els veïns.
El carrer de Figaric és paral·lel a l'església pel costat nord i deu el seu nom a la família Figaric, documentada des del segle xiii.
Can Polica formava part, originalment, de Can Figaric, i es pot observar, en la llinda parcialment trencada de la finestra d'estil clàssic amb guardapols, la data de 1611, el nom de “Pere Figarich” i el “me fecit” en la següent disposició: "PERA FIGARICH ME FECIT · 1611".
A la llinda del balcó del segon pis de la façana del carrer d'Amer existeix la llegenda següent: "1849 / FRANCESCH NOGUER".